# Leptocythere major
Leptocythere major är en kräftdjursart som beskrevs av Hartmann 19??. Leptocythere major ingår i släktet Leptocythere, och familjen Leptocytheridae. Arten är reproducerande i Sverige.